# Kristen Dalton (Schönheitskönigin)

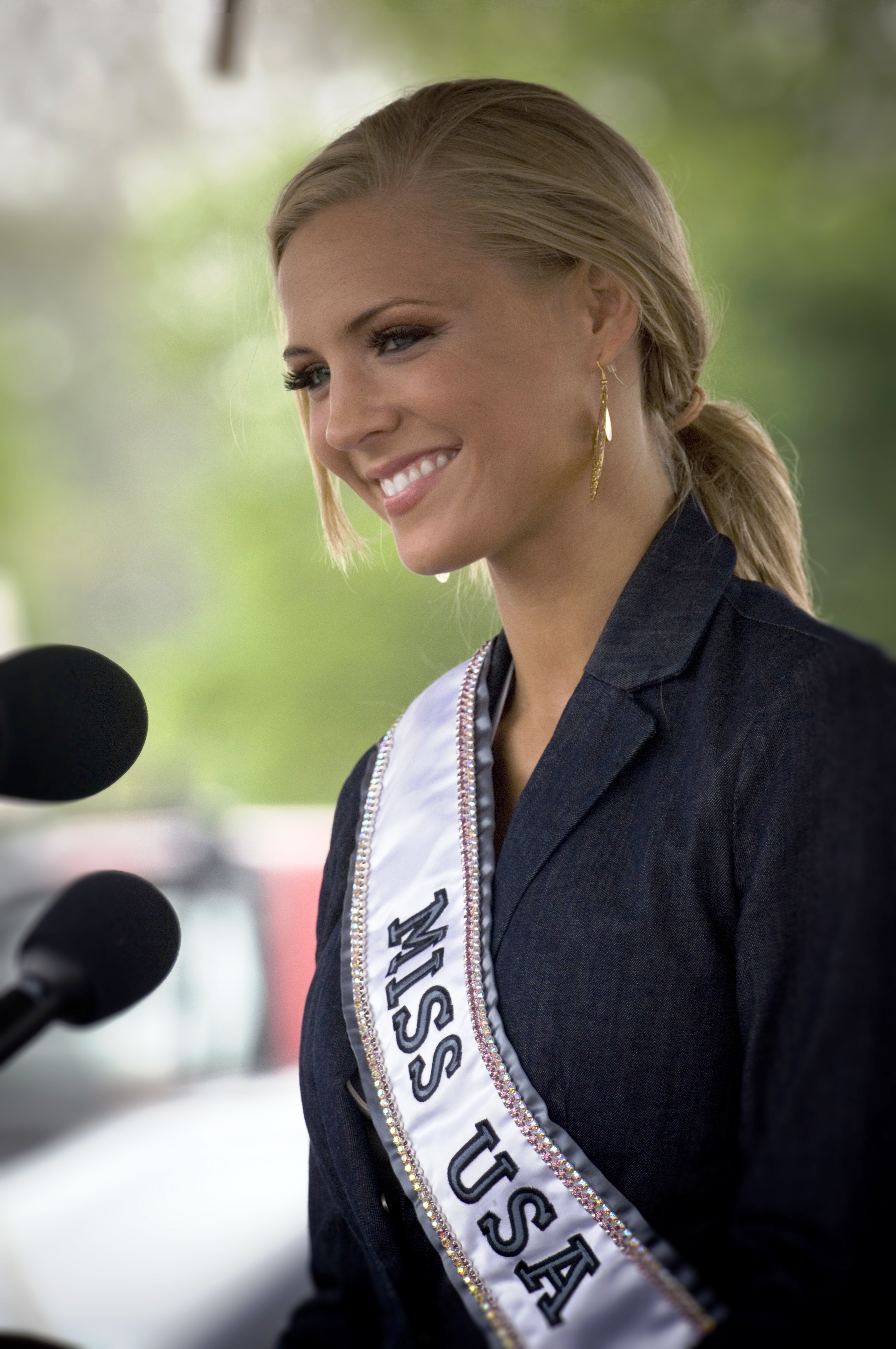
Kristen Dalton

Kristen Dalton (* 1986 in North Carolina) ist eine US-amerikanische Schönheitskönigin und Gewinnerin der Miss-USA-Wahl 2009.

## Leben
Dalton wuchs in einer Familie auf, die sehr aktiv bei Misswahlen war. Ihre Mutter Jennie war 1982 Miss North Carolina USA und ihre jüngere Schwester Julia wurde 2008 zur Miss North Carolina Teen USA gewählt. Kirsten Dalton wuchs mit drei Geschwistern in Wilmington auf und besuchte die dortige Hoggard High School.
Sie nahm an der Wahl zur Miss North Carolina Teen USA 2005 teil. 2006 wurde sie Miss Greater Wilmington. Im November 2008 gewann sie die in High Point, North Carolina stattfindende Wahl zur Miss North Carolina USA 2009 und vertrat somit North Carolina bei der Miss USA-Wahl in Las Vegas. Auch diesen Wettbewerb gewann sie und wurde damit nach Chelsea Cooley die zweite Miss North Carolina USA in der Geschichte der Veranstaltung, der dies gelang. Dalton vertrat nun die Vereinigten Staaten bei den Wahlen zur Miss Universe 2009. Sie kam jedoch nur unter die ersten zehn.
Im Alter von 18 Jahren hatte sie eine Statistenrolle in der Fernsehserie One Tree Hill.